# Mladen I. Šubić Bribirski
Mladen I. Šubić Bribirski (o. 1255. – 1304.), trogirski načelnik od 1276. do 1278., splitski knez od 1278. do 1298., te bosanski ban od 1302. do 1304. godine. Jedan je od istaknutijih članova bribirske loze Šubić (kasnije nazvanih Zrinski).

## Životopis
Mladen I. je bio najmlađi sin bribirskog kneza Stjepka II. i brat slavnog Pavla I. Godine 1302. sudjelovao je u Pavlovu ratu protiv Nemanjića u Humu i protiv bosanskog bana Stjepana I. u Bosni. Nakon pobjede u lipnju 1302. godine postavljen je za bosanskog bana. Ubijen je za svog vladanja u Bosni 1304. godine od pobunjenika, nakon čega je Pavao I. poveo vojsku i uništio pobunu. Naslijedio ga je nećak Mladen II. Šubić Bribirski.

## Vanjske povezice
- Opća i nacionalna enciklopedija, Dopunska knjiga, Zagreb, 2009. ISBN 978-953-7224-21-9

| Prethodnik: | Bosanski ban 1302. – 1304. | Nasljednik: |
| Stjepan I.  | Bosanski ban 1302. – 1304. | Mladen II.  |